# Lucaniens
Pour les articles homonymes, voir Lucane.
Cet article concerne le peuple. Pour la langue disparue, voir Lucanien. Pour les dialectes italiens actuels, voir Dialectes lucaniens.
Les Lucaniens (en latin, Lucanii) étaient un peuple italique qui habitait en Lucanie, une région à cheval sur les actuelles Basilicate et Campanie, en Italie. La langue parlée par les Lucaniens, le lucanien, est une langue indo-européenne osque qu'ils écrivaient avec des caractères grecs, notamment dans le cadre d'inscriptions publiques (comme à Serra di Vaglio ou Paestum), ou parfois sur des objets (le casque de la Vereiia des Lucaniens de Métaponte par exemple).
Leur genèse se fait au cours du Ve siècle av. J.-C., soit par le biais d'une migration des Samnites - ce que la tradition littéraire relate - soit par une ethnogenèse spontanée à la suite de la chute de l'empire de Sybaris.

## Histoire

### Origines des Lucaniens
Peut-être issus des souches osco-sabelliques d'Italie centrale vers le milieu du Ve siècle av. J.-C., les Lucaniens - dans la tradition antique - ont poussé les peuples indigènes de la région de l'actuelle Basilicate vers les montagnes intérieures (peuples que les Grecs appelaient Œnotriens, Lauternoi et Choni). Le Ve siècle av. J.-C. est marqué, dans le territoire qu'ils contrôlent alors, par un fort développement des fortifications de hauteur, un changement dans les modes d'inhumation, et un développement de la céramique indigène à figures rouges.
Le territoire de la Lucanie n'est pas vide de peuplement au Ve siècle av. J.-C., période au cours de laquelle les Lucaniens émergent comme une entité ethnique et politique distincte dans les sources. L'originalité de cette population est que son nom semble non plus provenir d'une désignation hétéronyme (donnée par les Grecs ou les Romains) mais autonyme (donnée par les membres même de cette communauté). Le débat est depuis longtemps installé quant au mode d'arrivée des Lucaniens : migration des Samnites, ethnogenèse spontanée, confédération, autant de modèles auxquels les archéologues contribuent par les découvertes récentes.

### Système institutionnel et mode de vie
Les Lucaniens avaient selon les sources adopté une constitution démocratique, sauf en temps de guerre, lorsqu'ils choisissent un roi parmi les magistrats ordinaires. On ne connaît qu'un seul nom de roi des Lucaniens, Lamiscos. Le système politique des Lucaniens reste cependant très mal connu. Les magistratures connues par les inscriptions en osque sont le kwaestor (équivalent au questeur romain), l'archeis (l'archonte), le meddix (institution osque, probablement le stratège, en tout cas assez sûrement un chef militaire). Les cités connues pour l'époque "lucanienne" sont rares, mais on peut mentionner Grumentum, Bantia, Numistros, Acheruntia, Potentia, Volcei, et Forentum (dont la localisation est débattue). Hécatée de Milet évoque au VIe siècle av. J.-C. une douzaine de cités Œnotriennes, dominées par Sybaris.
Les Lucaniens conquièrent assez rapidement plusieurs villes grecques de la façade tyrrhénienne : Paestum, et Laos notamment, et s'allient peut-être avec Vélia. Du fait de cette montée en puissance, ils s'opposent militairement aux cités du golfe ionien, notamment Tarente, et Thourioi, qui menèrent plusieurs expéditions contre eux, comme en 389 av. J.-C.
Leur présence à Métaponte et à Siris est attestée par plusieurs tombes, rattachées à une tradition italique par l'armement qu'elles contiennent notamment (la tombe du rétiaire à Siris en est un exemple, et certaines tombes de la nécropole de Pantanello dans la chôra de Métaponte semblent être des tombes lucaniennes).
Plusieurs grands sites fortifiés ont livré des vestiges s'apparentant à une vie urbaine en développement : Cività di Tricarico, Serra di Vaglio, par exemple. La région à l'époque archaïque compte peu de sanctuaires, mais avec l'époque lucanienne proprement dite, ces derniers se développent, notamment à Rossano di Vaglio, où un grand sanctuaire dédié à Méfitis a pu être considéré comme le sanctuaire fédéral des Lucaniens. La plupart des grands sites lucaniens présentent plusieurs caractéristiques communes : l'usage d'un habitat modulaire basé sur le pied osque, un monnayage importé des colonies de Grande-Grèce puis de Rome, des fortifications souvent construites en grand appareil quadrangulaire, pseudo-isodome, ou en appareil polygonal, des portes à cour, parfois même des tours de flanquement et des tours en saillie de la courtine.

### Relations politiques et militaires avec le reste de l'Italie
En -336, les Lucaniens sont alliés de la colonie grecque de Tarente lors de son conflit avec le roi Alexandre Ier d'Épire pour le contrôle de la Grande Grèce. Tite-Live précise qu'en -298, ils font alliance avec Rome, étendant l'influence romaine jusqu'à Venusia en -291. Mais en -281, lorsque Pyrrhos d'Épire débarque en Italie, ils sont parmi les premiers à se déclarer en sa faveur. Au terme de la guerre, ils se soumettent à Rome en -272, laissant aux Romains la maîtrise de Paestum en -273, et surtout la région de Tarente en -272.
Pendant la deuxième guerre punique, espérant prendre leur revanche sur Rome, ils prennent parti pour Hannibal : la Lucanie est ravagée par les deux armées pendant plusieurs campagnes. Dépeuplé, le pays ne se remet pas de ces désastres, et sous le gouvernement romain, la Lucanie entre en décadence.
La Guerre sociale est une nouvelle occasion de tenter de s'émanciper de la tutelle romaine, mais Lucaniens et Samnites ne peuvent plus compter sur le soutien des villes grecques de la côte, qui avaient perdu de leur magnificence et de leur population, de sorte qu'ils sont vaincus : le pays s'appauvrit et se dépeuple encore plus, la campagne redevient friches et pâturages, les montagnes voient repousser les forêts peuplées de sangliers, d'ours et de loups. Les Lucaniens s'acculturent et sont progressivement romanisés.

## Art et culture des Lucaniens
Il y a eu dans les cités grecques conquises par les Lucaniens une forme d'osmose entre la culture lucanienne, la culture grecque puis la culture latine.
La cuisine grecque antique a hérité d'eux les Λουκάνικα (saucisses aux herbes, en grec « Lukanika »). Par ailleurs, les casques ornés (entre autres) de ramures de cerf des Lucaniens ont inspiré, dès l'antiquité, le nom d'un coléoptère, comme le signalent Nigidius Figulus et Pline l'Ancien : le « lucane cerf-volant ».
Les Lucaniens de Paestum se faisaient parfois inhumer dans des grandes tombes à chambre, peintes sur les quatre parois, selon une tradition étrusco-campanienne que l'on retrouve par ailleurs à Nola, Capoue, ou Cumes.
En termes de productions céramiques, les Lucaniens utilisaient d'une part une céramique commune, dépurée, mais aussi une céramique dite « à peintures mates » ainsi que des vases à figures rouges qu'Arthur Dale Trendall a identifié comme la céramique italiote de style lucanien, pendant logique des styles campaniens, apuliens, siciliens, et paestans.

## Les armes lucaniennes
Le poète Léonidas de Tarente donne la parole à un capitaine grec, Agnon, qui consacre à Athéna Corèphasia les armes prises aux Lucaniens, combattants valeureux. Les armes sont par groupe de huit (huit boucliers longs, huit casques, huit épées, huit cuirasses de cuir). Dans la deuxième épigramme, les armes mêmes se mettent à parler : les lances et les boucliers capturés aux lucaniens se souviennent de chevaux et cavaliers, maîtres du passé, accablés par la mort. La victoire tarentine est mise encore plus en relief par la valeur des adversaires. Ce texte date probablement de 303, et fait référence à la campagne de Cléonyme, allié de Tarente, contre Rome et les Lucaniens.

## Les Lucaniens dans les sources anciennes
Les Lucaniens font l'objet de nombreuses mentions dans les sources anciennes :

### Sur leurs origines
Au volume douzième de Justin résumant les œuvres de Trogue Pompée, figurent les guerres de Bactriane et d’Inde d’Alexandre le Grand, et il fait sur l’époque de sa mort, des digressions sur les activités de son préfet Antipater en Grèce, sur Archidamos roi des Lacédémoniens, sur Alexandre le Molosse et sur leur venue en Italie, où les deux ont été détruits avec leurs armées. Il évoque ici les origines en Italie des Apuliens, des Lucaniens, des Samnites, des Sabins, et compare avec la façon dont Zopyrion périt avec son armée dans le Pont.

### À propos d'Acerenza:oppidum in Lucania
Acerenza se trouve en Lucanie, c’est une petite ville sur la cime d’un mont, ce qui est caractéristique et typique des villes en Lucanie.

### Sur Venosa et les peuples environnants
Venosa, patrie d’Horace, est entre la Lucanie et l’Apulie.
Dans l'intérieur, pour le Bruttium on ne trouve que les Aprustans; mais pour la Lucanie on trouve les Aténates, les Bantins, les Éburins, les Grumentins, les Potentins, les Sontins, les Sirins, les Tergilans, les Ursentins, les Volcentans, auxquels sont joints les Numestrans : en outre, Caton cite, comme ayant péri, une Thèbes de Lucanie; et Théopompe dit qu'il y eut une ville Lucanienne appelée Pandosia, où mourut, Alexandre, roi d'Épire.
Ainsi il y a trois peuples Apuliens : les Dauniens susdits, les Téaniens conduits par un chef grec, les Lucaniens subjugués par Calchas en des lieux maintenant occupés par les Atinates. Il y a chez les Dauniens, outre les points indiqués ci-dessus, les colonies Luceria et Venusia, les villes de Canusium, d'Arpi, nommée jadis Argos Hippium par Diomède son fondateur, puis Argyrippa. Ce héros détruisit là les nations des Monades et des Dardes, et deux villes, Apina et Trica, dont les noms figurent dans une plaisanterie proverbiale. Dans l'intérieur de la seconde région on trouve une colonie unique des Hirpins, qui changea son ancien nom de Maleventum en un nom de meilleur augure, Beneventum; les Auséculans, les Aquilonins, les Abellinates, surnommés Protropes: les Compsans, les Caudins, les Ligures surnommés Cornéliens et aussi Bébiens; les Vescellans, les Aeculans, les Alétrins, les Abellinates surnommés Marses, les Atrans, les Aecans, les Alfellans, les Attinates, les Arpans, les Borcans, les Collatins, les Coriniens, les habitants de Cannes, célèbres par la défaite des Romains; les Dirins, les Forentans, les Génusins, les Herdoniens, les Hyrins, les Larinates, surnommés Frentans; les Mérinates du Gargan, les Matéolans, les Nétins, les Rubustins, les Silvins, les Strabellins, les Turmentins, les Vibinates, les Vénusins et les Ulurtins.

### La société lucanienne

#### Sur les caractères des Lucaniens
Les lucaniens sont hospitaliers et amis des étrangers, à tel point qu’une de leurs lois punit celui qui refuse d’accueillir un étranger qui demanderait l’hospitalité. On ne sait si les Lucaniens sont tenus d’observer cet usage par tradition ou du fait d’une influence grecque.
Ils sont contrastés, d’un côté violents et esclaves de leurs sens, de l’autre hospitaliers et justes, à commencer par leur roi Lamiscos. Certains sont des disciples de Pythagore.

#### Leurs différences avec les Brettiens, leur costume, leur mode de vie rural, leur amour de la chasse
Agathocle, roi de Sicile, ayant fait la paix avec les Carthaginois, soumit quelques-unes des villes qui, par confiance en leurs forces, avaient quitté son parti. Puis, se trouvant à l'étroit dans une île dont il n'avait pu d'abord espérer même en partie l'empire, il passe en Italie, à l'exemple de Denys qui y avait subjugué plusieurs peuples. Ses premiers ennemis furent les Bruttiens, fameux alors par leur courage, par leurs richesses, et toujours disposés à insulter leurs voisins. Ils avaient chassé de l'Italie plusieurs nations d'origine grecque, vaincu les Lucaniens, fondateurs de leur nation, et fait avec eux la paix à titre d'égaux ; leur audace ne respectait pas même ceux à qui ils devaient leur origine. Les Lucaniens élevaient leurs enfants selon les lois de Lacédémone. Dès l'âge le plus tendre, ils les laissaient dans les bois, parmi les pasteurs, sans esclaves pour les servir, sans vêtements pour se couvrir ou se coucher : ils les accoutumaient de bonne heure, loin du séjour et de l'aspect des villes, à une vie dure et frugale. Ils ne vivaient que de leur chasse, n'avaient pour boisson que du lait ou l'eau des fontaines. Ils se préparaient ainsi aux fatigues de la guerre. Cinquante d'entre eux, accoutumés à piller sur les terres voisines, virent bientôt grossir leur nombre : avides de butin et enhardis par leurs forces nouvelles, ils désolèrent des contrées entières. Denys, tyran de Sicile, las des plaintes de ses alliés, envoya, pour les contenir, un corps de six cents Africains ; mais une femme nommée Brutia donna l'accès de leur citadelle aux bandits, qui fondèrent une ville dans ce lieu, où les bergers voisins accoururent de tous côtés, attirés par le bruit d'un nouvel établissement : du nom de cette femme, ils s'appelèrent Bruttiens.
Leur première guerre fut contre les Lucaniens, auteurs de leur origine. Fiers de leurs victoires, et d'un traité conclu à droits égaux avec l'ennemi, ils soumirent les autres voisins, et, par leurs rapides progrès, devinrent redoutables aux rois eux-mêmes. Alexandre, roi d'Épire, venu en Italie avec une puissante armée, pour secourir les villes grecques, fut défait par eux et périt avec toutes ses forces. Enorgueillis de tant de succès, ils furent longtemps l'effroi des nations voisines. Enfin Agathocle, dont elles implorèrent l'appui, passa de Sicile en Italie, espérant étendre son empire.

#### Sur leur fonctionnement démocratique et l'élection d'un roi en cas de crise
Pétélia est la métropole des Lucaniens, fondée par Philoctète, comme Crimisa ; à l’intérieur des terres il y a de petites villes comme Grumentum. Les Lucaniens, de souche samnite, vainquirent à la guerre des Poséidoniates et leurs alliés, et occupèrent leur ville. Leur forme de gouvernement était démocratique, ma durant les guerres ils élisaient un roi.

#### Rois et seigneurs des Lucaniens chez Pythagore
Il y a des rois et des seigneurs lucaniens parmi les disciples de Pythagore. Alfonso Mele a mis en lumière comment la présence d’indigènes, certainement lucaniens, au début individuelle, limitée à l’aristocratie dominante, a pu déboucher, par la diffusion et l’application des connaissances acquises chez le savant, sur une croissance interne des communautés lucaniennes, vers une organisation politique, législatives et administrative efficace.

#### Les Lucaniens consacrant un cénotaphe à Palinuro
Le nom de Velia est originaire des marais qui entoure la ville ; les Lucaniens consacrent un bosquet et érigent un cénotaphe près de Velia pour apaiser Palinuro.

#### Les Lucaniens comme colons des Samnites
Les Sabins sont une souche très ancienne ; leurs colonies sont les Picentes et les Samnites, desquels sont issus les Lucaniens, et de ces derniers les Brettiens.

#### Leurs ambassades à Alexandre le Grand et à Syracuse
Une ambassade des Brettiens, des Lucaniens, et des Tyrrhéniens se rend à Babylone auprès d’Alexandre le Grand pour le féliciter et demander son amitié (vers 323 av. J.-C. probablement.) La présence des tyrrhéniens s’explique par une succession géographique et s’entend plus comme renvoyant aux habitants de l’Agro Picentino de la zone de Pontecagnano, et non pas comme renvoyant aux Etrusques, selon Bruno d'Agostino.
À l’époque de Timoléon (ca. 344 av. J.-C.) un ambassadeur lucanien fut envoyé à Syracuse, où il se révéla être maître du grec dorien, et il fut apprécié des syracusains qui lui donnèrent plusieurs talents et lui érigèrent une statue. Cette évocation a tendance à gommer ce dualisme grecs – indigènes, ou grecs – barbares. C’est aussi une époque où les lucaniens maitrisent pleinement le registre formel et matériel de l’art grec, avec des peintures sur vase par exemple.

#### Les guerres des Lucaniens

##### SurAlexandre le Molosseet son expédition en Lucanie
Alexandre le Molosse, roi d’Epire vint en Lucanie près de Paestum par la mer. Il passe un traité avec Rome en 332. Alexandre était en Lucanie avec 15 navires de guerre, et beaucoup d’autres pour le transport des chevaux et des victuailles La bataille eut lieu près de Paestum, bien qu’on ne sache pas vraiment comment et contre qui, et que recouvre en réalité recouvre le terme « Lucaniens ».
À la même année se rapporte la fondation d’Alexandrie en Égypte, et la mort d’Alexandre, roi d’Épire, tué par un exilé de Lucanie ; événement qui confirma les prédictions du Jupiter de Dodone. Quand il fut appelé par les Tarentins en Italie, l’oracle lui dit "de se garder de l’eau achérusienne et de la ville de Pandosia : c’est là qu’était marqué le terme de sa destinée." Il se hâta donc de passer en Italie, pour s’éloigner le plus possible de la ville de Pandosia en Épire, et du fleuve Achéron qui, sorti de Molossie, coule dans les lacs infernaux et se perd dans le golfe de Thesprotie. Mais presque toujours, en fuyant sa destinée, on s’y précipite. Après avoir souvent battu les légions bruttiennes et lucaniennes ; pris aux Lucaniens Héraclée, colonie de Tarente, Sipontum, Consentia et Terina qui appartenaient aux Bruttiens, d’autres villes encore appartenant aux Messapiens et aux Lucaniens ; après avoir envoyé en Épire trois cents familles illustres comme otages, il vint occuper non loin de Pandosia, ville voisine des confins de la Lucanie et du Bruttium, trois éminences, situées à quelque distance l’une de l’autre.
De là, il dirigeait des incursions sur tous les points du territoire ennemi. Il avait autour de lui environ deux cents exilés lucaniens, qu’il croyait sûrs, mais dont la foi, comme il arrive d’ordinaire aux esprits de cette sorte, changeait avec la fortune. Des pluies continuelles avaient inondé toutes les campagnes, et rompu les communications entre les trois armées, qui ne pouvaient plus se prêter secours. Les deux postes, où le roi n’était pas, sont brusquement attaqués par l’ennemi, qui les enlève, les détruit, et réunit toutes ses forces pour investir le roi lui-même. Alors les exilés lucaniens envoient des messages à leurs compatriotes, et, pour prix de leur rappel, promettent de livrer le roi mort ou vif. Lui cependant, avec une troupe choisie et dans l’élan d’une noble audace, se fait jour au travers de l’ennemi et tue le chef des Lucaniens qui s’avançait à sa rencontre ; puis, ralliant son armée dispersée et fugitive, gagne un fleuve, où les ruines récentes d’un pont entraîné par la violence des eaux, lui marquaient sa route. Comme sa troupe passait l’eau par un gué peu sûr, un soldat, rebuté du péril et de la fatigue, et maudissant l’abominable nom de ce fleuve, s’écria : « Ce n’est pas sans raison qu’on t’appelle Achéron ».
Ce mot arriva aux oreilles du roi, et lui rappela soudain sa destinée. Il s’arrête ; il hésite à passer. Alors Sotimus, un des jeunes serviteurs du roi, lui demande « ce qui peut le retenir dans un si pressant danger » et l’avertit que les Lucaniens cherchent l’occasion de le perdre. Le roi se retourne, et les voyant au loin venir en troupe contre lui, il tire son épée et pousse son cheval au milieu du fleuve. Il allait déjà prendre terre, quand un javelot lancé par un exilé lucanien vint lui percer le corps. Il tombe, et son cadavre inanimé où le trait tient encore est porté par le courant aux postes ennemis. Là, le cadavre subit une hideuse mutilation. On le coupa en deux : une moitié fut envoyée à Consentia ; on retint l’autre pour s’en faire un jouet, et on l’attaquait de loin à coups de javelots et de pierres, quand une femme, au milieu de ces transports d’une rage plus qu’humaine et qui passe toute croyance, se mêle à cette troupe forcenée, prie qu’on s’arrête un peu, et dit en pleurant, « qu’elle a un époux et des enfants prisonniers chez l’ennemi : elle espère avec ce cadavre de roi, tout déchiré qu’il est, racheter sa famille ». Les mutilations cessèrent : ce qui resta de ces membres en lambeaux fut enseveli à Consentia par les soins d’une seule femme ; les ossements du roi, renvoyés à l’ennemi dans Métaponte, furent de là portés en Épire, à Cléopâtre sa femme et à sa sœur Olympias, dont l’une était mère et l’autre sœur d’Alexandre le Grand.
Telle fut la triste fin d’Alexandre d’Épire : quoique la fortune lui ait épargné la guerre avec Rome, comme il porta néanmoins ses armes en Italie, j’ai dû la raconter en peu de mots, qui suffiront, conclut Tite-Live.

##### Contre Thourioi et contre Philoctète
Ammien se rappelle une vieille légende selon laquelle les romains, sous le commandement du consul Fabricius Luscino pour la défense de Thourioi contre les Lucaniens (ca. 282 av. J.-C.) furent aidés par le dieu Mars. L’épisode se situe au début de la guerre contre Tarente et Pyrrhus. Les romains furent cependant contraints d’abandonner Thourioi.
Philoctète, arrivé en Campanie, après une guerre contre les Lucaniens, s’établit à Crimisa près de Crotone et Thourioi, ou il fonda un sanctuaire à Apollon.

##### Contre Tarente et Pyrrhos, et contre Rome
Cinea, ministre de Pyrrhus, fit à Rome une proposition de paix, qui prévoyait la liberté pour les cités grecques, et la restitution aux lucaniens, aux bruttiens, aux samnites, et aux Dauniens de ce qu’ils avaient perdu à la guerre. Les propositions furent rejetées par Appius Claudius (280 av. J.-C.). Pyrrhus demande alors que les peuples grecs d’Italie jouissent d’une entière liberté et autonomie, et que les Samnites, Lucaniens, Brettiens, puissent se servir de leurs lois.

##### Retournement de certains Lucaniens contre Rome durant la seconde guerre punique
Certains Lucaniens se rebellent contre Rome durant la seconde guerre punique ; Sempronius Gracchus et attiré dans un guet-apens par le commandant lucanien Flavius, et il combat vaillamment jusqu’à la fin, gagnant ainsi l’admiration d’Hannibal (212 av. J.-C.). L’épisode est aussi relaté par Valère Maxime.

##### Les Lucaniens écrasent les Thouriens près de Laos
Les Lucaniens s’allient avec Denys Ier de Syracuse, impliqué dans des opérations militaires contre les Rhégiens, ils saccagent le territoire de Thourioi. Après quelques affrontements entre Thourioi et les Lucaniens, les Thouriens se lancent à l’assaut de Laos, qui était alors une prospère cité lucanienne, mais ils subissent une lourde défaite. A Laos, dans une plaine entourée de plusieurs monts, les lucaniens entourèrent les grecs en occupant les hauteurs (389 av. J.-C.). Les grecs vaincus sont sauvés des Syracusains par Leptine, commandant de la flotte de Denys, qui convainc les lucaniens et les italiotes de signer la paix contre la volonté même du tyran.

##### Alliés des Romains contre les Samnites
Les Lucaniens, Bruttiens et Samnites font partie de l’armée de Pyrrhos à la bataille d’Ascoli. Les Lucaniens et Bruttiens sont mis en fuite par la quatrième légion de Rome, et marchent ensuite contre Thourioi saccageant le territoire et assiégeant la ville, entourant les murailles. Contre cette excursion est envoyé le consul Fabricius Luscinus. D’autres cités, comme Rhégion, demandent la tutelle du peuple romain. C’est un moment fort de crise pour les cités grecques d’Italie méridionale, attaquées par les populations italiques.
Le consul, éveillé par le tumulte, ordonne à deux cohortes d’alliés, une de Lucaniens, l’autre de Suessans, qui se trouvaient le plus près, de protéger le prétoire ; il amène les manipules des légions dans la Voie principale. À peine armés, les soldats prennent leurs rangs ; ils reconnaissent les adversaires à leurs cris plus qu’à la vue ; on ne peut en estimer le nombre. Ils reculent d’abord, doutant de leur situation, et laissent entrer l’ennemi jusqu’au milieu du camp ; puis, comme le consul hurlait, leur demandant s’ils voulaient se laisser expulser de leurs retranchements pour attaquer ensuite leur propre camp, ils poussent leur cri de guerre et d’abord, d’un commun effort, résistent, puis avancent, pressent les ennemis, et, une fois qu’ils les ont ébranlés, les repoussent, frappés d’une frayeur semblable à celle qu’ils avaient d’abord éprouvée eux-mêmes, et les jettent hors de la porte et du retranchement.

##### Négociations avec les Samnites et les Étrusques contre les Romains (en 219)
Festus se rappelle des négociations entre Lucaniens, Samnites, et Etrusques contre les romains, racontées par Caton dans son livre 5. Le mot natinatio s'employait alors pour negotatio. De là on a dit natinatores pour séditieux.

##### Des Lucaniens dans l’aile gauche de l’armée de Pyrrhus
Dans l’armée de Pyrrhus, à la bataille d’Ascoli en 279, les Lucaniens sont postés sur la gauche. Les tarentins, dont la molesse est proverbiale, au centre (conformément aux vers homériques disant que « les pires combattants allaient au centre ») : Pyrrhus, combattant pour les Tarentins, près d’Asculum, suivit le précepte d’Homère, qui met au centre les plus mauvais soldats : il plaça à l’aile droite les Samnites et les Épirotes, à la gauche les Bruttiens, les Lucaniens et les Salentins, au centre les Tarentins, et fit de la cavalerie et des éléphants son corps de réserve. De leur côté, les consuls distribuèrent sagement leur cavalerie aux deux ailes, et rangèrent les légions au front de bataille et à la réserve, en y mêlant les auxiliaires. Il y avait, le fait est avéré, quarante mille hommes de part et d’autre. Pyrrhus eut la moitié de son armée détruite, et du côté des Romains la perte ne fut que de cinq mille hommes.

#### Traités et alliances avec les Romains
Un traité romano-lucanien fut passé vers 330 av. J.-C. On fit consuls L. Papirius Crassus pour la deuxième fois, et L. Plautius Venox. Au commencement de cette année, des députés volsques de Fabrateria et des Lucaniens, vinrent demander à Rome d’être admis sous sa tutelle : si on les protégeait contre les armées des Samnites, ils promettaient obéissance et fidélité à la domination du peuple romain. Le sénat envoya des députés enjoindre aux Samnites de s’interdire toute violation du territoire de ces deux peuples. Cette députation réussit, moins parce que les Samnites voulaient la paix que parce qu’ils n’étaient point encore préparés pour la guerre.
Les Lucaniens et les Apuliens, peuples avec qui Rome n’avait jamais eu affaire jusqu’à ce jour, vinrent demander son alliance et promirent des armes et des hommes pour la guerre : par un traité, on les reçut donc en amitié (vers 326 av. J.-C.).
La même année, quand la seule guerre des Samnites, sans compter la défection soudaine des Lucaniens et la complicité de Tarente dans cette défection, eût suffi pour mettre en peine le sénat, on apprit encore que le peuple vestin se joignait aux Samnites.